# Superkrachten voor je hoofd (film)
Superkrachten voor je hoofd is een Nederlandse familiefilm uit 2024, geregisseerd door Dylan Haegens en een verfilming van het gelijknamige boek van Wouter de Jong. De film is op 10 juli 2024 in première gegaan.

## Verhaal
Lev kan door een ongeluk van een paar jaar eerder moeilijk lopen. Alleen in zijn fantasie heeft hij hier geen last van. Als hij een filmpje te zien krijgt voor Dutch Comic Con, waar zijn grote held Healix aanwezig zal zijn, wil hij daar naar toe. Alleen weet hij al dat zijn overbeschermende ouders hem nooit toestemming zullen geven. Als Oma komt logeren, besluit zij om Lev te helpen. Als zijn ouders hem en zijn oma huisarrest opleggen voor het weekend van Dutch Comic Con, besluiten Lev en Oma weg te sluipen. Onderweg krijgt Oma een absence, waardoor ze in het ziekenhuis terechtkomt. Lev weet via zijn beste vriend het adres van Healix te achterhalen en neemt zijn oma mee naar Healix, om er achter te komen dat hij maar een acteur is en geen superkrachten heeft. Bij Healix thuis krijgt oma opnieuw een absence. In het ziekenhuis weet Oma de ouders van Lev over te halen om hem mee te nemen naar Dutch Comic Con, zo dat Lev mogelijk het meisje kan ontmoeten op wie hij verliefd is. 

## Rolverdeling
| Acteur                | Personage                                  | opmerkingen      |
| --------------------- | ------------------------------------------ | ---------------- |
| Finn Vogels           | Lev                                        | Hoofdrol         |
| Elise Schaap          | Lidewij                                    | Moeder Lev       |
| Bas Hoeflaak          | Govert                                     | Vader Lev        |
| Joke Tjalsma          | Oma                                        |                  |
| Mex Vrolijks          | Ravi                                       | beste vriend Lev |
| Jeroen Spitzenberger  | Healix                                     |                  |
| Dylan Haegens         | Snotman                                    |                  |
| Jadore Felter         | Senna / Supermeis                          |                  |
| Feloise Hom           | Julia                                      |                  |
| Piet Tomassen         | Roy                                        | Pestkop          |
| Oscar Aerts           | Leraar Kelvin                              |                  |
| Ivana Nas             | Lerares                                    |                  |
| Rómeycia Valentijn    | Noa                                        | klasgenoot Lev   |
| Yaren Aldemir         | Mina                                       | klasgenoot Lev   |
| Joep Meijer           | Gothic jongen                              | klasgenoot Lev   |
| Kirsten Rolvink       | Lang meisje                                | klasgenoot Lev   |
| Yfke Kappa            | Activistisch meisje                        | klasgenoot Lev   |
| Sam Terbraak          | Studiebol Ernst                            | klasgenoot Lev   |
| Thijs Luijer          | Joey                                       | klasgenoot Lev   |
| Danny Jongejan        | Nolan                                      | klasgenoot Lev   |
| Luuk van Dalfsen      | Abel                                       | klasgenoot Lev   |
| Levi Floor            | Tweeling 1                                 | klasgenoot Lev   |
| Jesse Floor           | Tweeling 2                                 | klasgenoot Lev   |
| Rick Vermeulen        | Conciërge Arnold                           |                  |
| Willie Wartaal        | Uitvinder Leo                              |                  |
| Sarah Janneh          | Schoolfotografe                            |                  |
| Ali Fardi             | Arts                                       |                  |
| Nick Golterman        | Verpleger                                  |                  |
| Marit Haegens-Brugman | Tandarts                                   |                  |
| Teun Peters           | Verkoper ouderwinkel / Comic Con Scheetman |                  |
| Jeanne van Maarseveen | Yes moeder                                 |                  |
| Dave Cavis            | Yes vader                                  |                  |
| Mert Ugurdiken        | Ober                                       |                  |
| Mijs Hesseling        | Meisje in reclame                          |                  |
| Corry Haegens         | Bejaarde vrouw                             |                  |
| Math van Ree          | Bejaarde man                               |                  |
| Inge Verhouden        | Hulpeloze vrouw                            |                  |
| Charlie Wijen         | Blote billen man                           |                  |
| Jaydie van den Berg   | Meisje met Kinderpostzegels                |                  |
| Maud van Erp          | Vrouw in rolstoel                          |                  |
| Peter Brugman         | Man met Friet                              |                  |
| Ilse Warringa         | Comic Con Baliemedewerker                  |                  |
| Lisanne Dijkstra      | Comic Con Presentatrice                    |                  |
| Fay Veldhof           | Comic Con Firewoman                        |                  |
| Pieter van Nieuwkerk  | Comic Con Ijsman                           |                  |
| Zafanya Kersten       | Comic Con Robotdans                        |                  |
| Otis Libanon          | Comic Con Lichtgevend pak                  |                  |
| Vicky van Hoof        | Comic Con Dragonslayer                     |                  |
| Wouter de Jong        | Comic Con Alphawoman                       |                  |
| Ava de Jong           | Comic Con Alphawoman                       |                  |
| Orchid Cats           | Comic Con Alphawoman                       |                  |
| Nami Haegens          | Comic Con Alphawoman                       |                  |
| Michiel Callebaut     | Comic Con Grote man                        |                  |
| Duncan Meijering      | Comic Con Stoere man                       |                  |
| Tim Groetelaers       | Comic Con Kleine man                       |                  |
| Céline Dept           | Comic Con Vrouw                            |                  |
| Muhsin Abdulwahab     | Comic Con Bange man                        |                  |
| Safaa Khelifati       | Comic Con Vrouw bange man                  |                  |
| Thomas Elderhorst     | Klasgenoot                                 |                  |

## Casttour
Om te vieren dat de film de hele zomer van 2024 in meer dan 120 bioscopen te zien ging de cast bij een aantal bioscopen langs. Vóór de film startte vertelden Dylan, Marit en nog veel meer castleden over hoe het was om de film te maken, deden ze een challenge én als je in je mooiste superheldenoutfit kwam maakte je ook nog eens kans op prijzen.

### Bioscopen
| Datum        | Bioscoop                    |
| ------------ | --------------------------- |
| 6 juli 2024  | Kinepolis Jaarbeurs Utrecht |
|              | Schouwburg Venray           |
| 10 juli 2024 | Kinepolis Breda             |
|              | Pathé Tilburg Stappegoor    |
|              | Pathé Helmond               |
|              | City Cinema Venlo           |
| 13 juli 2024 | Kinepolis Almere            |
|              | Pathé Amersfoort            |
|              | Pathé Ede                   |
|              | Pathé Nijmegen              |
| 14 juli 2024 | Kinepolis Leidschendam      |
|              | Pathé Ypenburg              |
|              | Pathé Schiedam              |
|              | Pathé de Kuip               |
| 17 juli 2024 | Dok 6 Panningen             |
|              | Gotcha Weert                |
|              | Foroxity Filmarena Roermond |
|              | Royal Echt                  |
| 24 juli 2024 | Kinepolis Enschede          |
|              | Pathé Zwolle                |
|              | Pathé Groningen             |

## Prijzen
Deze Nederlandse familiefilm heeft een aantal prijzen gewonnen. 
- 2024 - Gouden Film 100.000 bezoekers
- 2024 - MDR "Best Special International Children's Film" (SCHLiNGEL International Film Festival)
- 2024 - Beste Nederlandse Kinderfilm (Cinekid)
- 2025 - 1st Prize of the Children’s Film Jury (International Children’s Film Festival Schwäbisch Gmünd)
- 2025 - The Children’s Jury Award for Best Child Actor - Finn Vogels (International Children’s Film Festival Schwäbisch Gmünd)
- 2025 - Expert Jury Award for Best Film (International Children’s Film Festival Schwäbisch Gmünd)

## Film Festivals
Internationaal is er grote interesse getoond om de film te vertonen. Superkrachten voor je hoofd is inmiddels al in meerdere landen vertoond op verschillende festivals.  
- 2024 - FILMFEST HAMBURG (openingsfilm), Duitsland
- 2024 - SCHLiNGEL International Filmfestival, Duitsland
- 2024 - Junior Fest, Tsjechië
- 2024 - Cinekid Festival, Nederland
- 2025 - Bulbul Children's International Film Festival, Goa, India
- 2025 - 32nd International Children’s Film Festival Schwäbisch Gmünd
- 2025 - Kristiansand International Children’s Film Festival (BFF), Noorwegen